# Azerti Motorsport
Azerti Motorsport – belgijski zespół wyścigowy założony w 2002 roku przez byłego kierowcę wyścigowego Wima Coekelbergsa. Obecnie ekipa startuje jedynie w Eurocup Mégane Trophy oraz Formule Acceleration 1. W przeszłości zespół obsługiwał ekipy PSV Eindhoven, Al Ain, A.C. Milan, A.S. Roma, Bordeaux oraz RSC Anderlecht w Superleague Formula. W 2007 roku zespół widniał pod nazwą Racing for Belgium na liście startowej World Touring Car Championship. Siedziba zespołu znajduje się w Mechelen, nieopodal Antwerpii.

## Starty

### World Touring Car Championship
| Rok  | Samochód       | Kierowcy       | Wyścigi | Wygrane | PP | NO | Pkt | M.K. | M.Z. |
| ---- | -------------- | -------------- | ------- | ------- | -- | -- | --- | ---- | ---- |
| 2007 | Alfa Romeo 156 | Miguel Freitas | 14      | 0       | 0  | 0  | 0   | NS   | NS   |